# Frywałd
Frywałd je vesnice v severozápadní části Malopolského vojvodství. V roce 2010 měla 267 obyvatel.

## Historie
Ves byla založila během německé kolonizace v polovině 14. století, kdy podkomoří Mikołaj Krzywosąd propůjčil osadníkům z Braniborska své zdejší pozemky. 

## Infrastruktura
- sbor dobrovolných hasičů
- dětské hřiště
- sídlo Kopce
- samoobsluha (obchod)

## Těžba
Při západním okraji Frywałdu se nachází rozlehlý povrchový lom na těžbu porfyru (Kopalnia Porfiru Zalas).